# Klein Bümmerstede
Klein Bümmerstede ist ein Ortsteil der Gemeinde Wardenburg im niedersächsischen Landkreis Oldenburg.

## Geografie
Klein Bümmerstede liegt nordöstlich des Kernbereichs von Wardenburg direkt an der nördlich verlaufenden Stadtgrenze zur Stadt Oldenburg. Westlich liegt der Tillysee.
Der Ort liegt an der Kreisstraße K 346 zwischen der westlich fließenden Hunte und der östlich verlaufenden A 29.

## Geschichte
Am 31. Dezember 2013 hatte der Ort 94 Einwohner.